# ОА-30
ОА-30 (Оклопни аутомобил модел 30) је чехословачки лаки оклопни аутомобил из периода пре Другог светског рата.

## Историја
Нова Чехословачка држава, настала 1918, наследила је од Аустроугарске само неколико старих оклопних кола Ланциа, али и импресивну војну индустрију на челу са фабриком Шкода. Већ 1919. Шкода је направила 12 оклопних кола на шасијама камиона Фијат, што је био први покушај домаће производње оклопних возила. Ова возила су повучена из употребе крајем 20-их година. Почињући од нуле, 1923. Шкода је направила два прототипа оклопних кола ПА-I са веома модерном шасијом, са погоном (4x4) и управљањем на сва 4 точка. Исте године војска је наручила 12 оклопних кола ПА-II, која су ушла у употребу као ОА-23. Ова возила распродата су разним полицијским јединицама током 30-их година. Наследник ОА-23 био је ПА-III, који је 1927. примљен у службу као ОА-27. Ипак, због компликоване шасије возило је остало скупо, тако да је војска могла да купи само 15 примерака.
| Производња       | до 1933 | 1934 | 1935 | 1936    | 1937            | 1938           | 1939                    |
| ---------------- | ------- | ---- | ---- | ------- | --------------- | -------------- | ----------------------- |
| ОА-23            | 9       | -    | -    | -       | -               | -              | -                       |
| ОА-27            | 15      | -    | -    | -       | -               | -              | -                       |
| ОА-30            | -       | 51   | -    | -       | -               | -              | -                       |
| Танкета модел 33 | -       | 70   | -    | -       | -               | -              | -                       |
| Шкода Т-32       | -       | -    | -    | -       | 8               | -              | -                       |
| АХ-IV            | -       | -    | -    | 50      | -               | 83             | -                       |
| ЛТ-34            | -       | -    | 20   | 30      | -               | -              | -                       |
| ЛТ-35            | -       | -    | -    | 15      | 262             | -              | -                       |
| ТНХ серија       | -       | -    | -    | 40(ТНХ) | 15(Р-2) 10(ТНХ) | 61(Р-2) 7(ЛТП) | 50(Р-2) 17(ЛТП) 24(ЛТХ) |

## Карактеристике
Последњи чехословачки покушај у развоју оклопних кола имао је за циљ да смањи цену скупих Шкодиних возила. 1930. фабрика Татра је направила оклопна кола заснована на шасији троосовинског камиона (погон 6x4) Модел 26/30, и наручено је 51 ново возило као ОА-30.
Ово возило пратило је уобичајену праксу тог времена, у томе што је било у основи оклопљени камион за куполом на задњем крају. Купола је носила лаки митраљез ЗБ26 од 7,92 mm, док је други такав митраљез постављен напред поред возача. Покретљивост ван пута била је добра за возило овог типа, али оклоп од 3–6 mm био је танак, а оружје слабо.
Возила су остала у служби све до немачке анексије 1939. када је 18 припало Словачкој, а 9 Румунији. Била је то последња генерација оклопних аутомобила у Чехословачкој, пошто је након 1930. већа пажња посвећена развоју тенкова.